# 서정호 (야구인)
서정호(1981년 12월 24일 ~ )는 KBO 리그 전 롯데 자이언츠의 외야수이다.

## 출신학교
- 1988년 ~ 1994년 : 개금초등학교
- 1994년 ~ 1997년 : 부산개성중학교
- 1997년 ~ 2000년 : 경남고등학교
- 2000년 ~ 2004년 : 한양대학교 (2000학번)

## 등번호
- 32번